# Daphne Mayor
Daphne Mayor és una illa volcànica que es troba al nord de l'illa Santa Cruz i a l'oest de la de Baltra, a les illes Galápagos, a l'oceà Pacífic. Consisteix en un cràter de tuf, desproveït d'arbres, que s'eleva 120 msnm.
L'illa és emprada com a principalment per a la investigació científica i l'accés general està limitat. En ella hi viuen els pinsans de Darwin són la principal font de comprensió de l'evolució animal a les Galápagos. Durant la dècada de 1970, Peter Grant i Rosemary Grant realitzaren estudis exhaustius i detallats, seguint milers d'individus durant diverses generacions i mostrant com les diferents espècies de pinsans havien anat canviant en resposta als canvis ambientals. Altres aus que hi viuen són l'oreneta de les Galápagos, el mascarell camablau, el mascarell de Grant, el mussol emigrant, el cua de jonc bec-roig i el fregata magnífica.